# Agnes Plum
Agnes Plum (* 9. April 1869 als Agnes Jansen in Bardenberg; † 10. August 1951 in Essen) war eine deutsche Politikerin (SPD, KPD).

## Leben und Wirken
Plum besuchte die Volksschule. Anschließend verdiente sie ihren Lebensunterhalt als Dienstmädchen. Später wurde sie Arbeiterin. 1905 schloss sich Plum, die zweimal verheiratet war, der Sozialdemokratischen Partei Deutschlands (SPD) an.
Während des Ersten Weltkrieges wechselte sie in die Unabhängige Sozialdemokratische Partei Deutschlands (USPD). 1921 nahm sie am Spaltungsparteitag der USPD teil. Während der Großteil der USPD-Mitglieder im Anschluss an diesen zur SPD zurückkehrten, wurde Plum Mitglied der Kommunistischen Partei Deutschlands (KPD). Sie lebte zu dieser Zeit als Arbeiterin in Schonnebeck bei Essen, wo sie auch dem Gemeinderat angehörte. Darüber hinaus war sie Mitglied des Kreistages und von 1921 bis 1929 des Provinziallandtages der Rheinprovinz.
Im Dezember 1925 zog Plum im Nachrückverfahren für den ausgeschiedenen Parteigenossen Artur Koenig als Abgeordnete ihrer Partei für den Wahlkreis 22 (Düsseldorf-Ost) in den Reichstag ein, dem sie für den Rest der 3. Wahlperiode der Weimarer Republik angehörte, die bis zum Mai 1928 andauerte. Nach 1929 trat sie politisch nicht mehr hervor.